# Les Petites Lumières

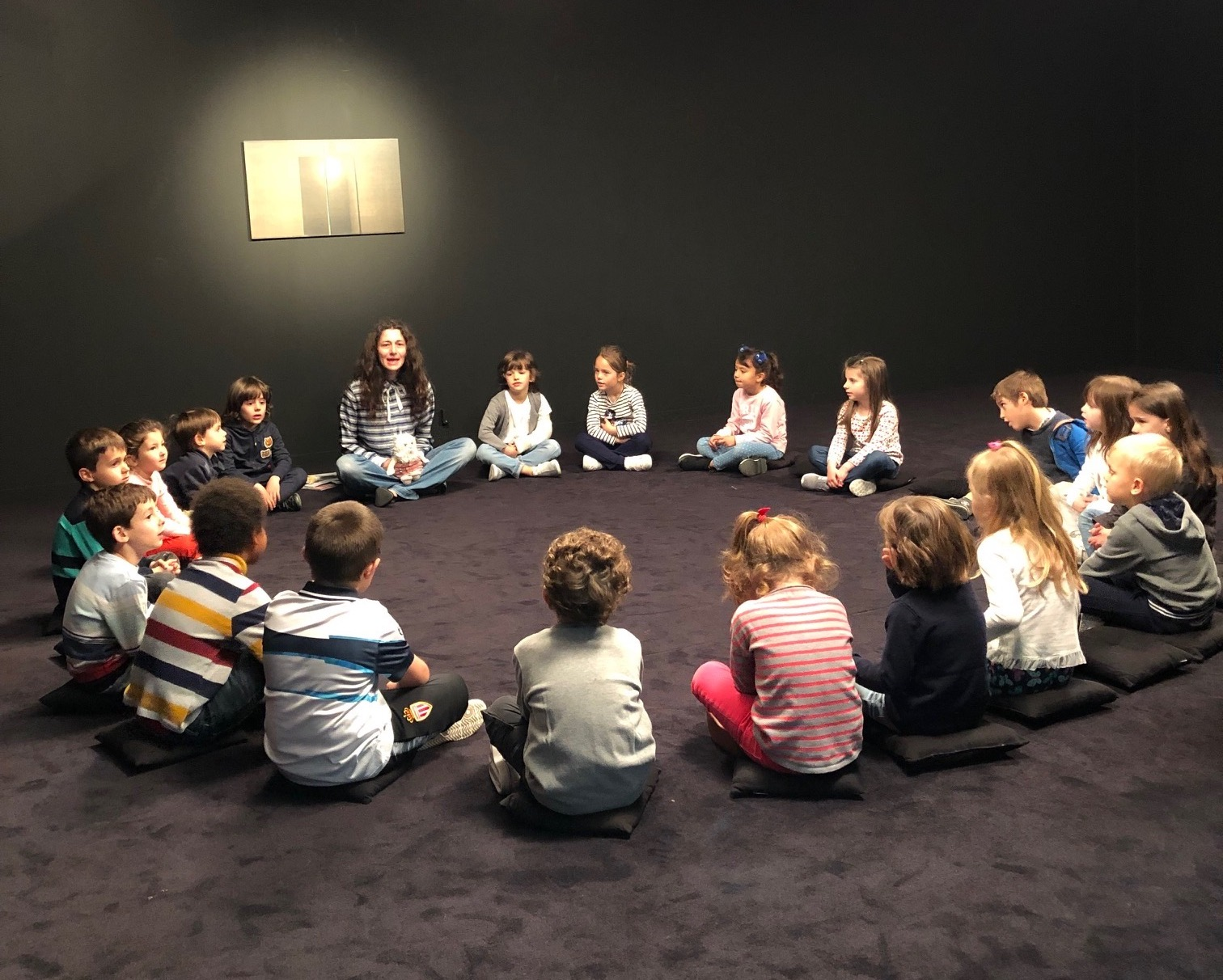
Les petites Lumières aux Rencontres philosophiques de Monaco, 2019

Les petites Lumières est un projet créé en 2014 par Chiara Pastorini pour accompagner les enfants et les adolescents dans la découverte de la philosophie. Docteur en philosophie et en sciences sociales (thèse sur Ludwig Wittgenstein), Chiara Pastorini s'est spécialisée dans les activités philosophiques avec les enfants et adolescents.

## Méthode
Inspirée par les travaux de Matthew Lipman, John Dewey et Maria Montessori, la méthode des Petites Lumières peut être définie comme holistique. Contrairement à beaucoup d’autres approches qui se concentrent seulement sur la compétence réflexive de l’enfant, la méthode holistique (de ὅλος / hólos qui, en grec, signifie « entier »), prend en compte ce dernier dans sa globalité : corps et esprit, perception et rationalité.
Cette méthode vise à réhabiliter la fonction du corps perceptif dans le processus réflexif de la pensée. En ce sens, le geste créatif du corps devient la source d’une exploration conceptuelle différente dont les enfants sont les acteurs.
Il faut remarquer que dans les séances où la discussion est associée à une pratique artistique, il ne s’agit pas toujours d’une approche holistique. En effet parfois, l’art n’est pas utilisé comme un outil de recherche philosophique où les enfants sont acteurs, mais il est utilisé comme support inducteur de la discussion ou, encore, illustration de la pensée.

## Objectifs éducatifs
Faire de la philosophie avec les enfants et les adolescents :
- les encourage à penser par et pour eux-mêmes ;
- développe leur autonomie de raisonnement ;
- leur permet de développer le langage et l’ouverture d’esprit ;
- les amène à réfléchir selon une conception critique, pratique et active de la pensée[3].

De façon plus spécifique, une approche holistique promeut le développement cognitif et l’apprentissage de l’enfant en favorisant l’usage des sens, l’action et la recherche autonome par l’expérience. Par le biais de pratiques artistiques (ou corporelles, plus généralement), l’enfant se confronte aux contraintes de la matière, des outils à disposition ou simplement de son corps selon les activités mises en place. Il en reconnaît aussi les potentialités, il s’interroge pour surmonter les difficultés ou pour exploiter les différentes possibilités. Il opère des stratégies, il résout des problèmes et déploie sa créativité. L’enfant est et se perçoit comme acteur dans ce processus cognitif, intellectuel et sensoriel à la fois (selon la célèbre formule de John Dewey, learning by doing=« apprendre par l'action »). Il acquiert confiance en lui et se construit comme sujet pensant tout en s’amusant et en y prenant du plaisir, ce qui est fondamental dans l’apprentissage parce que c’est un facteur de motivation.
Passer par des pratiques artistiques permet aussi d’exprimer différemment, et parfois plus facilement, ses émotions, d’apprendre à les identifier, à les nommer, à les gérer, à les partager. L’enfant est amené ainsi à mieux se comprendre et par conséquent à mieux comprendre les autres, ce qui favorise une relation constructive et coopérative avec eux. En ce sens une approche holistique favorise le développement affectif et relationnel de l’enfant.

## Actions
Les intervenants des petites Lumières assurent des ateliers philo-art en milieu scolaire en France (écoles maternelles, écoles élémentaires, collèges, lycées) :
- accompagnement d’enseignants vers la pratique philosophique sur le temps scolaire ;
- ateliers sur le temps périscolaire ;
- projets contre le décrochage scolaire ;
- projets de prévention aux conflits et à la violence ;
- projets avec des enfants en situation de handicap (troubles du langage, autisme léger).

Ils interviennent également dans la cité : bibliothèques, médiathèques, festivals (Les Rencontres Inattendues de Tournais (RTBF) Les «Rencontres philosophiques Michel Serres » d'Agen, Les Rencontres philosophiques de Monaco, théâtres (Théâtre de la Ville de Paris, Théâtre la Colline d’Annecy, Théâtre Malraux de Chambéry), musées (Musée du Louvre, Musée Picasso de Paris, Musée de l’Homme de Paris, Musée Carnavalet, Musée de l’Orangerie de Paris), cinémas, centres culturels, etc.
Les petites Lumières proposent aussi des formations (théoriques et pratiques) en France et à l’étranger. Entre autres, ils ont déjà formés les médiateurs de la Cité des sciences et de l’Industrie de Paris, du musée de la Poste, du musée de l’Homme, du Mémorial de la Shoah de Paris.
Les petites Lumières a donné le nom une collection d'albums pour la jeunesse chez le Père Castor-Flammarion.

## Dans les médias
Depuis sa création, le projet d’ateliers philosophiques Les petites Lumières a fait l'objet de publications dans la presse régionale française (Sud Ouest, L'Écho républicain, Le Dauphiné Libéré et Le Parisien), mais aussi dans la presse locale (Le Petit Bleu d’Agen : participation au festival « Les rencontres philosophiques Michel Serres », novembre 2021). À propos du documentaire Le Cercle des petits philosophes » (Cécile Denjan/Frédéric Lenoir) — accessible aujourd'hui sur le site d'Arte, Delphine Bancaud publie dans 20 minutes un article sur l’importance des ateliers de philosophie qui s’illustre par des explications de la fondatrice des petites Lumières, Chiara Pastorini.
Ce projet est aussi apparu dans plusieurs documentaires télévisés notamment sur Les Éclaireurs (Canal +, 08 novembre 2023), sur France 5, dans l’émission La Maison des Maternelles qui a diffusé un atelier philo-art animé par Chiara Pastorini (5 Avril 2018), et sur Planète+ qui a diffusé « Le grand amour » dans le cadre du documentaire Topoï le 10 Avril 2017. En 2018, Les petites Lumières sont à l’honneur dans le reportage franco-danois-coréen sur l’éducation, pour la chaîne de télévision sud coréenne SBS en septembre : « Atelier philo-pâte à modeler sur les émotions ! ».
La Radio chrétienne francophone (RCF) a consacré aux petites Lumières des podcasts dans ses deux émissions, L'entretien de la semaine (« Enseigner la philosophie aux enfants », diffusée le 14 août 2021) et Open  Book (« En attendant le Printemps »), diffusée le 16 mars 2022). D’autres podcasts ont été également diffusés sur différentes radios, comme RFI , France Inter, et Binge Audio.